# Монастир Сітенно
Монасти́р Шітенно́ або Шітенно́-дзі́ (яп. 四天王寺, してんのうじ, МФА: [ɕiten̚.noː d͡ʑi], «монастир чотирьох небесних королів») — буддистський монастир в Японії.  Належить секті Ва.  Головний монастир секти. Розташований за адресою: префектура Осака, місто Осака, район Теннодзі, квартал Шітеннодзі 1–11–18. Монастирський титул — гора Арахака.  Заснований 593 року. Головною святинею монастиря є статуя бодгістаттви Каннон. До цінних пам'яток належать Лотосова сутра (національний скарб Японії), храм Рокудзі (важлива культурна пам'ятка Японії), картина мандали (важлива культурна пам'ятка Японії), тощо.
 Один з найстаріших центрів буддизму в Японії. Протягом середньовіччя і нового часу був осередком секти Тендай.

## Короткі відомості

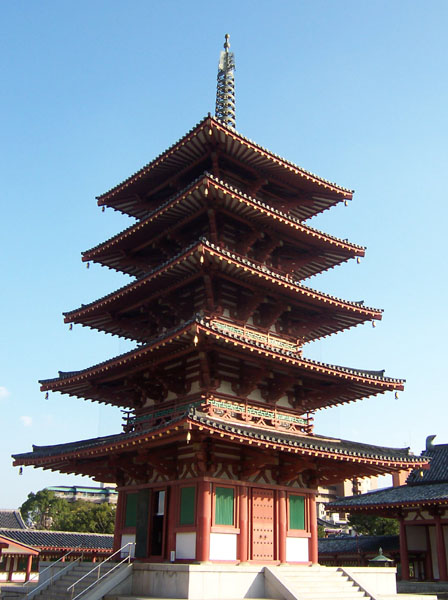
П'ятиярусна пагода

За переказом «Анналів Японії» Шітеннодзі був заснований у 593 році принцом-регентом Сьотоку. Монастир споруджувався для відзначення перемоги у громадянській війні про-буддистських сил, які очолював Соґа но Умако, над синтоїстськими силами під командуванням Мононобе но Морії. Дерев'яні споруди Шітеннодзі — Великі південні ворота, Середні ворота, П'ятиярусна пагода, Золота зала і Лекційна Зала — розташовувалися у своєрідній манері: в одну лінію, що тягнулася з півдня на північ. Окрім них на території монастиря існували 4 службові будівлі, які займалися матеріальною і медичною допомогою прихожанам.
У 836 році Шітеннодзі сильно постраждав від удару блискавки, а у 960 році від пожежі згоріли дощенту основні культові споруди монастиря.
У XI столітті Шітеннодзі відреставрували і він став місцем паломництва японської аристократії та монарших осіб. Монастир був одним із центрів культу принца Шьотоку, якого вважали батьком-засновником японського буддизму. У Шітеннодзі тривалий час навчалися засновники різних японських сект: Сайтьо, Кукай, Сінран та Іппен.
У 1576 році Шітеннодзі згорів у ході війни Оди Нобунаґи з військами сектантів Ісіями-Хонґандзі. Монастир був відбудований Тойотомі Хідейосі, але знову згорів під час Осацької кампанії Токуґави Ієясу 1614 року. Сьоґунат Токуґава відновив Шітеннодзі з нуля, але у 1801 році його вкотре спопелила блискавка. Чергові реставраційні роботи були закінчені через 11 років.
У новітні часи Шітеннодзі знову пережив ряд лих. 1934 року великий тайфун пошкодив П'ятиярусну пагоду і Середні ворота, які відремонтували за 5 років, але під час Другої світової війни, у 1945 році, він згорів в ході бомбардування Осаки силами ВПС Армії США. Протягом 1957–1963 років Шітеннодзі вкотре відбудували, але не з дерева, а залізобетону. У такому вигляді монастир зберігається по сьогодні.
Сучасний Шітеннодзі складається з центрального комплексу будівель, які відреставровані у корейсько-китайському стилі 6 століття, типовому для культури Асука (Райські ворота, Ворота Ніо, П'ятиярусна пагода, Золота зала, Лекційна зала); Павільйону Шьотоку, Ранкової Зали (1623), Світлого павільйону п'яти мудростей (1617), Кам'яних торії (1294) та ряду інших споруд.

## Галерея

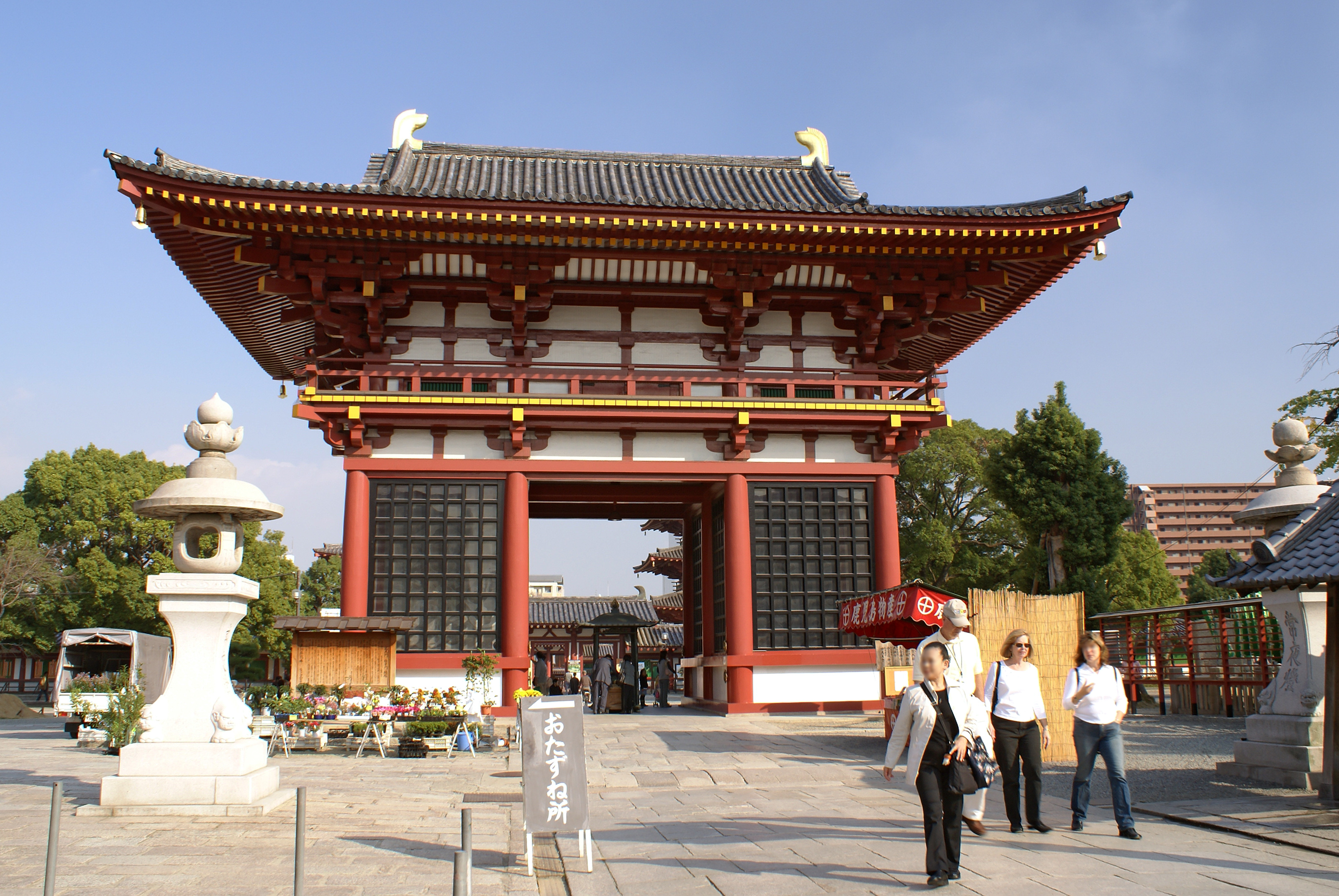
Райські ворота
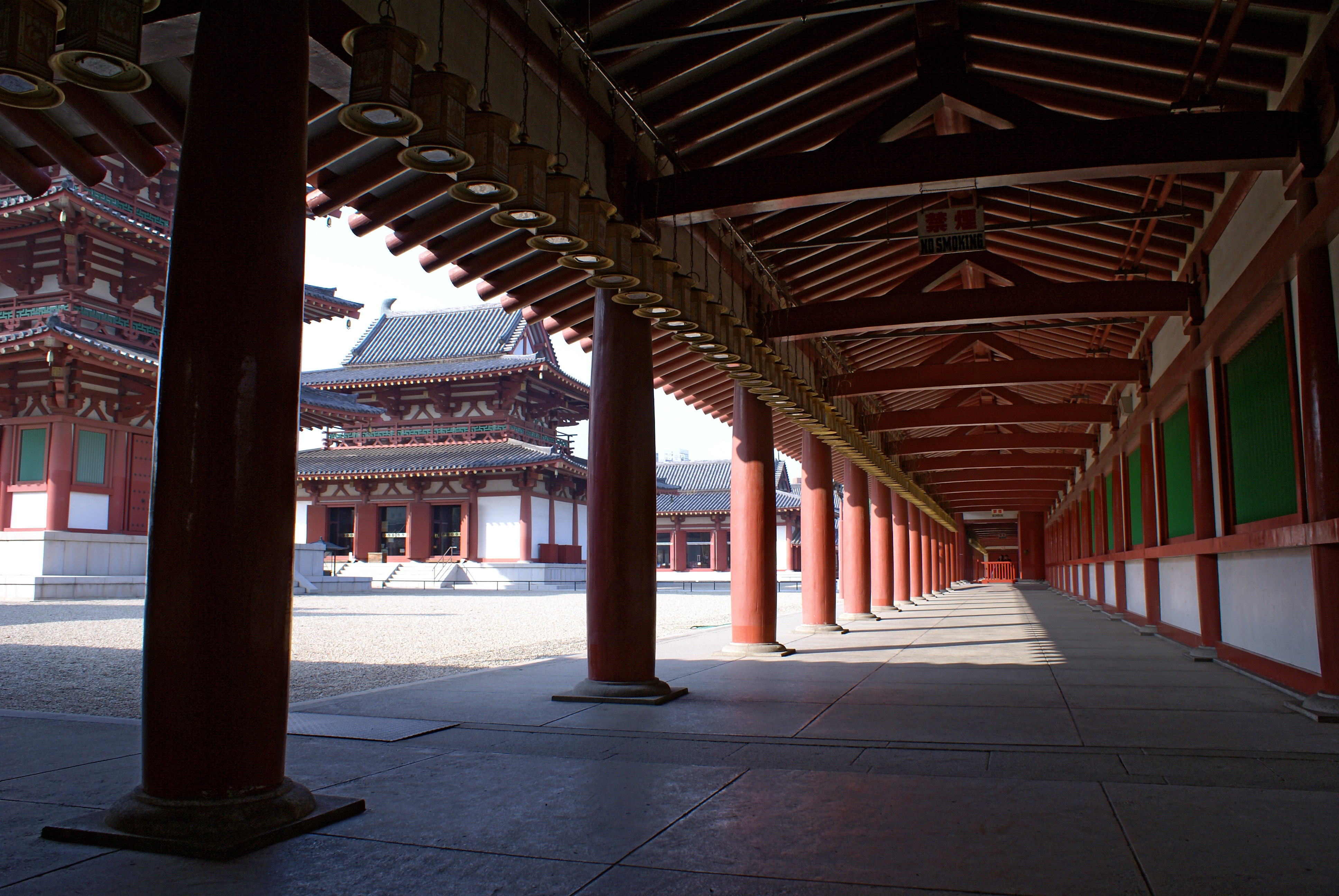
Галерея центрального комплексу
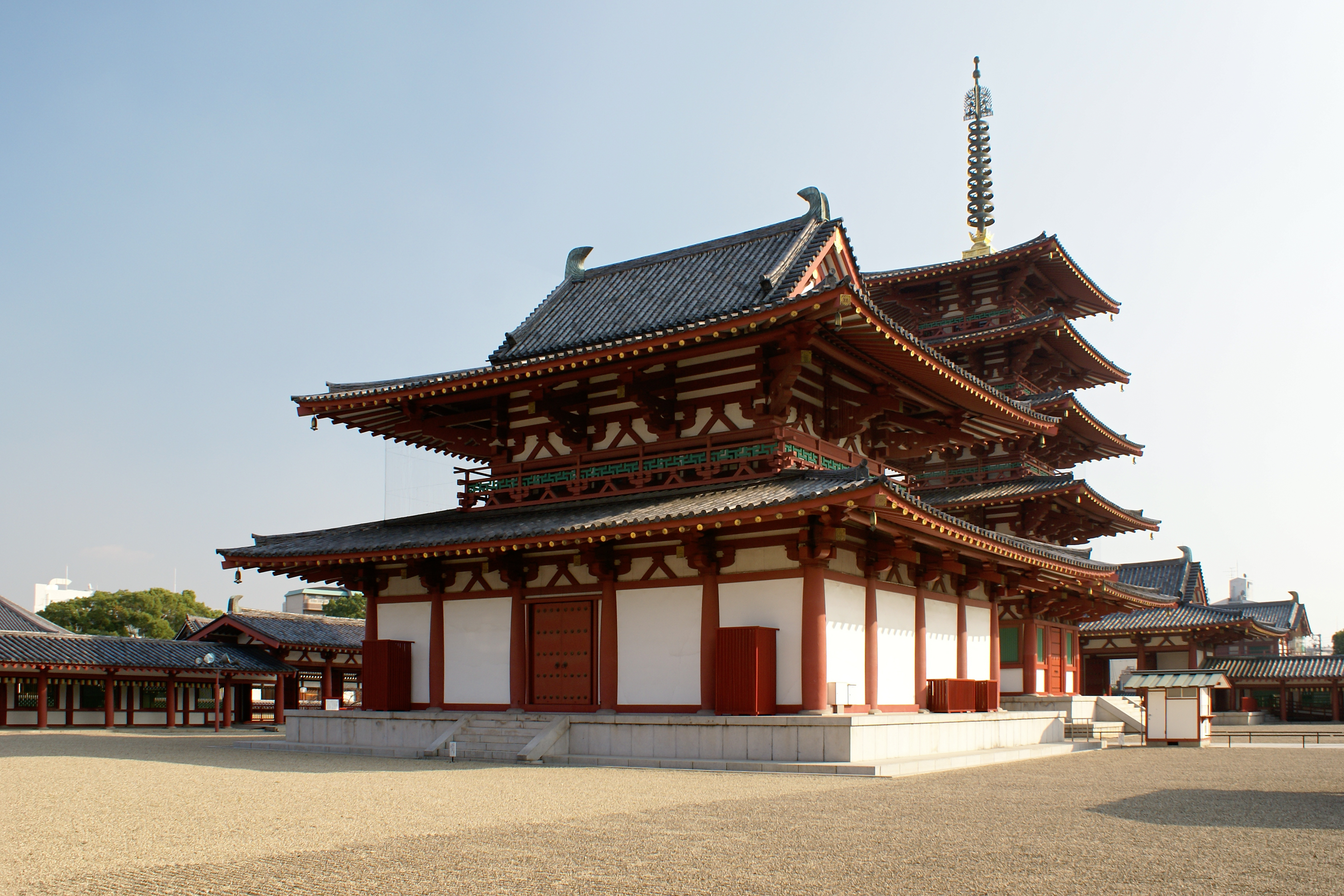
Золота зала
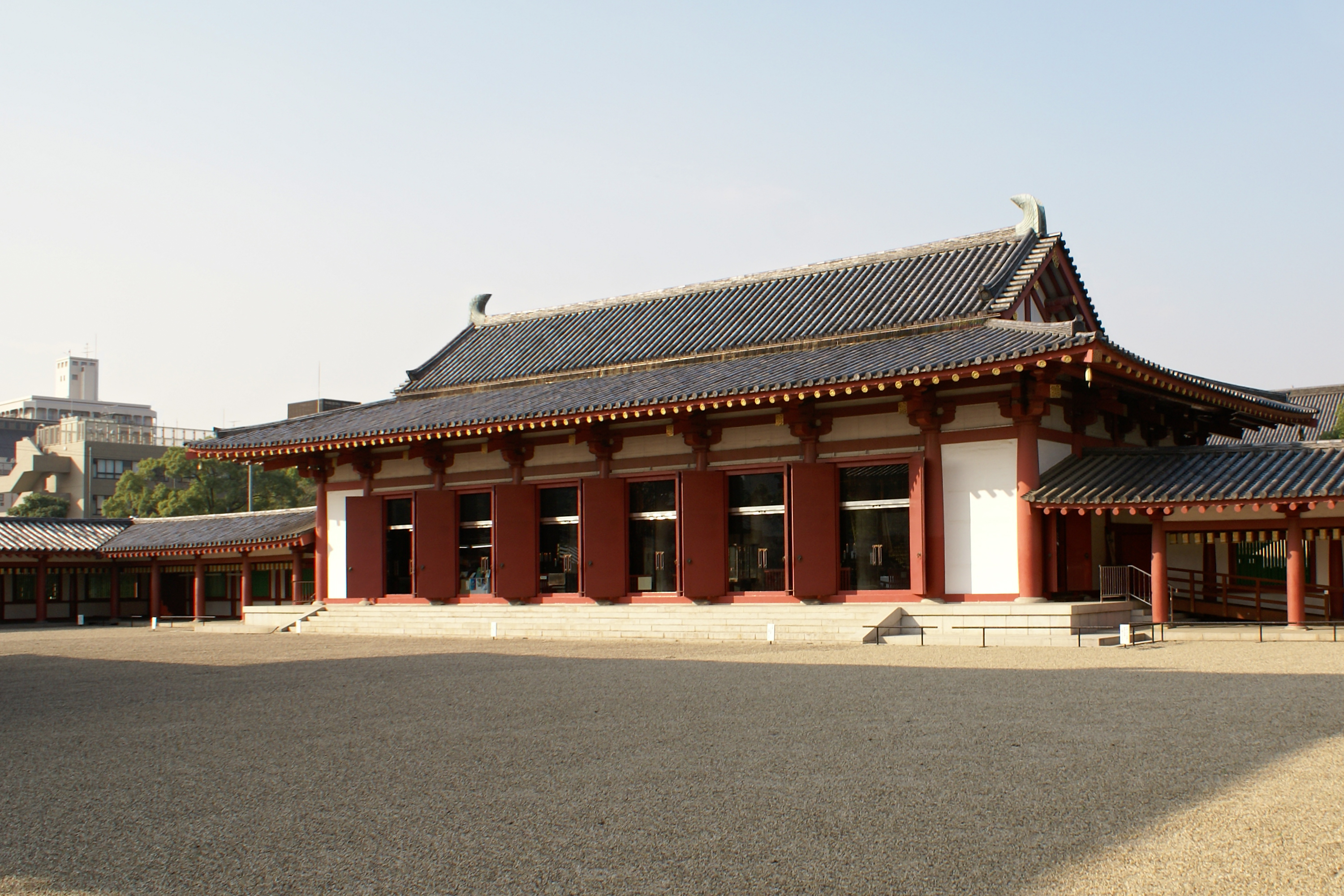
Лекційна зала